# WZ Sagittae
WZ Sagittae è una stella variabile, di tipo cataclismatico, scoperta dall'astronoma statunitense Johanna Crighton Stevens Mackie nel 1919 su immagini d'archivio riprese il 22 novembre 1913 dall'osservatorio di Harvard. WZ Sagittae appartiene alle variabili WZ Sagittae, una delle due sottoclassi delle variabili SU Ursae Majoris, che a loro volta costituiscono uno dei tre tipi di nove nane. WZ Sagittae dista 142 anni luce dal sistema solare, è pertanto la più vicina nova nana.

## Il sistema stellare di WZ Sagittae
Il sistema stellare di WZ Sagittae è costituito da un sistema stellare binario e da un disco di accrescimento: il sistema stellare binario è costituito da una nana bianca e da una stella della sequenza principale. Il sistema binario ha un periodo orbitale di 0,05669 giorni, pari a 81,63 min: questo periodo è molto prossimo al più piccolo valore osservato, ≈80 min, in una variabile cataclismatica. La distanza dal Sistema solare non permette con gli attuali telescopi, anche spaziali, di conoscere i parametri fisici esatti del sistema binario e del disco di accrescimento, costituito da idrogeno. L'inclinazione del piano orbitale del sistema è di 75°±2°.

### Nana bianca
Nel 2014, tramite osservazioni effettuate col satellite XMM la massa della nana bianca è stata stimata in 0,85±0,04 M⊙: è da riportare che sono stati avanzati valori tra le 0,88 e le 1,53 M⊙.

### Stella secondaria
La stella secondaria ha una massa compresa tra 0,078 e 0,13 M⊙, massa prossima a quella delle nane brune.

### Disco d'accrescimento
Il disco d'accrescimento attorno alla nana bianca è alimentato dalla stella secondaria con un flusso di massa mediamente di 2×1012 kg/s, il flusso è soggetto a variazioni. Quando questa massa raggiunge un valore di (1-2)×1021 kg il disco si trova nella condizione di poter generare un'esplosione.

## Variazioni di luminosità
Il sistema di WZ Sagittae ha una magnitudine di quiescenza di 15,2. WZ Sagittae è la nova nana col più lungo periodo tra due esplosioni, circa 32 anni, anche se le due ultime esplosioni sono avvenute a soli 22 anni di distanza, questo fatto fa pensare che il periodo possa variare notevolmente. WZ Sagittae è anche una variabile ad eclisse, una delle poche conosciute tra le nove nane.

## Esplosioni
WZ Sagittae dalla sua scoperta nel 1919 ha avuto quattro esplosioni (outburst) principali:
- 22 novembre 1913: scoperta nel 1919 in immagini d'archivio dall'astronoma statunitense Johanna Crighton Stevens Mackie. In questo evento raggiunse la 7ª magnitudine fotografica[1].

- 29 giugno 1946: scoperta dall'astronomo tedesco Kurt Himpel. In questo evento raggiunse la 7,2ª magnitudine fotografica[1].

- 1º dicembre 1978: scoperta dall'astronomo statunitense John T. McGraw. In questo evento raggiunse la 7,6ª magnitudine fotografica[10].

- 23 luglio 2001: scoperta dall'astrofilo giapponese Tomohito Ohshima. In questo evento raggiunse la 8,1ª magnitudine visuale[11].